# Cycle de la Passion du Christ (peinture)
Pour les articles homonymes, voir Passion.
La Passion du Christ est un thème  de l'iconographie de la peinture chrétienne.
Dans le christianisme, la Passion du Christ ou le cycle de la Passion désigne l'ensemble des événements de la vie de Jésus de Nazareth de son entrée dans Jérusalem jusqu'à sa Résurrection.

## Épisodes de la Passion du Christ et sources textuelles
| Episodes                                   | Sources textuelles                                                                                           | Commentaires | Illustrations |
| ------------------------------------------ | --- | --- | ------------- |
| L'entrée dans Jérusalem                    | Matthieu 21, 1-11 ; Marc 11, 1-10 ; Luc 19, 29-40 : Jean 12, 12-19                                           | Scène qui présente peu de variations. Jésus entre dans la ville de Jérusalem sur un âne ou une ânesse, faisant un geste de bénédiction, suivit par le groupe d’apôtres. Les habitants posent aussi des vêtements et des branches d’arbres sur la route vers la porte de la ville fortifiée, en signe d'adoration. |               |
| La Cène                                    | Matthieu 26, 21-25 ; Marc 14, 18 ; Luc 22, 21 ; Jean 13, 21                                                  | Scène qui présente peu de variations. Elle a un double sens puisque c'est le dernier moment où Jésus est rassemblé avec ses douze apôtres mais aussi l'annonce de la trahison de Judas. Ce dernier souvent vêtu de jaune peut être représenté tendant la main vers le plat ou prenant le bout de pain proposé par Jésus. Pour le reconnaître, il est aussi parfois représenté sans nimbe, ou alors il est coloré en noir. Il peut aussi se trouver à l'écart de la scène. A gauche de Jésus, nous avons souvent la représentation de l'apôtre Jean endormi. Cela vient peut-être de la tradition antique, lorsque les personnages mangeaient couchés, en s'appuyant sur un coude afin que l'autre main soit libre. |               |
| Le Lavement des pieds des disciples        | Jean 13, 2-11 ; Livre de la Passion, v. 458 à 568                                                            | Cet épisode se déroule pendant la Cène, avant que le traître soit dénoncé, même si dans les cycles peints cette scène suit. Cette dernière présente le moment où Jésus se lève de table pour verser de l'eau dans une bassine, afin de laver les pieds de tous les disciples, en signe d'humilité de sa part. Cependant, c'est seulement l'échange avec Pierre qui est représenté dans l'art. Parfois, Judas est représenté en train d'enlever ou remettre sa chaussure, à l'arrière de la composition, puisque Jésus lui a aussi accordé cette faveur. |               |
| Le Pacte de Judas                          | Matthieu 26, 3-5 ; Marc 14, 1-2 ; Luc 22; 2-6                                                                | Dans certains cycles peints, cette scène rare est placée entre la Cène et le Lavement des pieds, ou avant la Prière au Jardin des Oliviers. Les peintres montrent soit le moment du pacte avec les grands prêtres, soit le paiement des trente deniers. |               |
| La Prière au Jardin des Oliviers           | Matthieu 26, 30, 36-46 ; Marc 14, 26-32-42 ; Luc 22, 30-46 ; Jean 18, 1 ; Livre de la Passion, v. 546 à 563  | Scène qui présente une composition stable, avec au premier plan Jésus en train de prier, accompagné de trois des apôtres : Pierre, Jean et Jacques représentés endormis. Dans la partie haute, il peut y avoir un ange, un calice, ou un ange apportant le calice à Jésus qui peut avoir une goute de sang sur le front puisqu'il est en agonie. Parfois, nous avons déjà la présence de Judas et de la cohorte de soldats qui viennent arrêter Jésus. Cette scène peut être représentée en deux parties même si c'est rare dans les cycles de la Passion peints : la prière puis Jésus qui tente de réveiller les apôtres. |               |
| L'Arrestation de Jésus                     | Matthieu 26, 47-56 ; Marc 14, 43-52 ; Luc 22, 47-53 ; Jean 18, 2-11                                          | Même si la composition est stable, cette scène présente plusieurs moments : le Baiser entre Jésus et Judas, le combat entre Pierre et le serviteur Malchus, quand ce dernier se fait découper l'oreille, Jésus qui lui rend et les soldats qui emmènent Jésus. Parfois, nous avons aussi le moment où Jean, essayant de s'enfuir, est rattrapé par des soldats. A l'arrière-plan, nous avons souvent la représentation de la porte du Jardin des Oliviers, par laquelle sont rentrés Judas et les soldats. |               |
| Jésus emmené par des soldats               | Matthieu 26, 57 ; Marc 14, 53 ; Luc 22, 54 ; Jean 18, 12                                                     | Cette scène très brève dans les textes est très rarement représentée dans les cycles de la Passion. En effet, elle n'est pas essentielle à la compréhension de la narration, elle la complète seulement. |               |
| Le Jugement d'Anne                         | Jean 18, 13-22                                                                                               | Cette scène est très rarement présente dans les cycles de la Passion du Christ. Le grand-prêtre du Temple de Jérusalem, Anne, est le plus souvent représenté sous les traits d'une personne âgée. On peut aussi reconnaître cette scène grâce au soufflet donné par un serviteur à Jésus. Parfois, Anne et Caïphe sont assis à côté et jugent en même temps Jésus. Tous les cycles ne présentent pas des traits caractéristiques aux juges, mais peuvent les mentionner par une inscription. |               |
| Le Jugement de Caïphe                      | Matthieu 26, 69-75 ; Marc 14, 66-72 ; Luc 22, 55-62 ; Jean 18, 17, 25-27 ; Livre de la Passion, v. 796 à 818 | Le Jugement de Caïphe est l'épisode du procès de Jésus le plus représenté. On le reconnaît le plus souvent par son geste de rage, lorsqu'il arrache son haut d'énervement face à Jésus qui maintient qu'il est le fils de Dieu. Il peut aussi y avoir un témoin qui pointe Jésus ou qui compte sur ses doigts. Si nous n'avons pas cette indication, le nom du juge peut être inscrit dans la scène. |               |
| La Dérision                                | Matthieu 26, 67 ; Marc 14, 65 ; Luc 22, 63                                                                   | Cet épisode présente plusieurs moments : le visage de Jésus est voilé, il est battu et il doit deviner par qui et son visage est caché. Plus ou moins de bourreaux encadrent Jésus et parfois, dans les cycles où le couronnement d'épines est absent, certains sont agenouillés. |               |
| Le Reniement de Pierre                     | Matthieu 26, 69-75 ; Marc 14, 66-72 ; Luc 22, 55-62 ; Jean 18, 17,25-27                                      | Le plus souvent, les peintres ne représentent qu'un seul reniement sur les trois, ou alors les différents moments sont évoqués sur un seul panneau. La femme qui reconnaît Pierre au coin d'un feu est parfois accompagnée de soldats dont la présence n'est pas mentionnée dans les textes. Pierre peut aussi être représenté en train de pleurer, puisqu'il comprend ce qu'il vient de faire. Aussi, on a parfois la présence d'un coq en train de chanter. |               |
| Le Jugement de Pilate                      | Matthieu 27, 1-2 ; Marc 15, 2-15 ; Luc 23, 1-6 ; Jean 28-38 : Nicodème 3, 2                                  | Scène rarement représentée, au profit du moment où Pilate se lave les mains. La femme de Pilate peut apparaître. |               |
| Le Jugement d'Hérode                       | Luc 23, 8-12                                                                                                 | Le plus souvent, le tétrarque de Galilée, Hérode, se différencie des autres juges par sa couronne et son sceptre. Cette scène est aussi reconnaissable puisque Jésus est obligé de porter une robe blanche humiliante. En effet, il n'a pas accepté d'offrir un miracle à Hérode. |               |
| La Flagellation                            | Matthieu 27, 26 ; Marc 15, 15 ; Jean 19, 1                                                                   | Même si cette n'est que brièvement mentionnée dans les textes, elle est souvent représentée dans les cycles peints puisqu'elle insiste sur la souffrance de Jésus et sert d'éducation aux fidèles. Le plus souvent, Jésus est attaché à une colonne mais il peut parfois être derrière. Les bourreaux sont habituellement au nombre de deux mais peuvent être accompagnés d'un à deux personnages supplémentaires. Les peintres peuvent aussi intégrer le servant Malchus pour la préparation des fouets, qui prennent d'ailleurs des formes très différentes. |               |
| Le couronnement d’épines                   | Matthieu 27, 27-31 ; Marc 15, 16-20 ; Jean 19, 2-3 ; Livre de la Passion, v. 995 à 999                       | Le couronnement d'épines a lieu dans le prétoire du palais de Caïphe. Jésus peut tenir un roseau en guise de sceptre et être vêtu en pourpre. Au niveau de la composition, le plus souvent, nous avons un homme agenouillé au premier plan avec plusieurs bourreaux autour. Depuis le XIIIe siècle avec les Mystères de la Passion, les peintres les représentent posant la couronne d'épines sur la tête de Jésus à l'aide de deux longs bâtons qui se croisent et forment une croix. |               |
| L'Ecce Homo                                | Jean 19, 4-8                                                                                                 | Scène rarement représentée dans les cycles de la Passion. Il peut y avoir un phylactère mentionnant les paroles de Pilate "Voici l'homme". Cette scène peut se passer à l'intérieur comme à l'extérieur, devant le palais, avec plus ou moins de personnages. |               |
| Pilate se lave les mains                   | Matthieu 27, 11-26 : Nicodème 9, 4 ; Livre de la Passion, v. 1003 à 1038                                     | Pilate se lave les mains pour perdre toute responsabilité dans le jugement de Jésus. D'après les textes, cette scène devrait se passer avant les premiers martyrs, mais dans la plupart des cycles peints de la Passion du Christ, elle se situe après. Nous avons donc Pilate assis sur son trône, avec à côté un servant qui verse de l'eau dans une bassine et devant Jésus déjà couronné. La femme de Pilate peut aussi se laver les mains. |               |
| Les remords et le suicide de Judas         | Matthieu 27, 3-5 ; Actes des Apôtres 1, 18                                                                   | Scène rarement représentée dans les cycles peints puisqu'elle est secondaire pour la compréhension du discours et est parfois couplée avec la Montée au Calvaire. Judas peut être en train de jeter sa bourse, ou le plus souvent, il est représenté pendu. A côté, le diable récupère son âme. Cette scène avec les entrailles qui sortent du ventre est dramatique et nous rappelle les Mystères de la Passion qui popularise cet épisode peu présent dans les textes religieux. |               |
| La Montée au Calvaire                      | Matthieu 27, 32-33 ; Marc 15, 21-22 ; Luc 23, 26 ; Jean 19, 17                                               | Cet épisode est un incontournable des cycles de la Passion du Christ et permet de mettre en scène de nombreux personnages. Nous avons au centre Jésus qui porte sa croix, pouvant être accompagné de Simon de Cyrène et parfois des deux larrons. La Vierge et des saintes femmes peuvent aussi suivre le cortège et être arrêtées par des soldats. |               |
| Le Crucifiement                            | Matthieu 27, 35 ; Marc 14, 24 ; Luc 23, 33 ; Jean 19, 18 ; Livre de la Passion, v. 1305 à 1322               | Cette scène est peu représentée puisqu'elle n'est pas essentielle au récit et mentionnée brièvement dans les textes religieux. Les bourreaux clouent les mains de Jésus ou hissent la croix avec des cordes. |               |
| La Crucifixion                             | Matthieu 27, 48-50 ; Marc 15, 33-39 ; Luc 23, 44-47 ; Jean 19, 28-30 ; Nicodème 16, 7                        | La Crucifixion est sans doute l'épisode le plus important du cycle de la Passion du Christ. Elle peut soit être représentée simplement (Christ sur la croix, Marie et Jean-Baptiste au premier plan et parfois Longin), soit avec beaucoup de personnages (Christ et deux larrons qui peuvent se faire briser les os des jambes, Marie, Jean-Baptiste, autres proches du Christ, foule et soldats qui peuvent se partager les vêtements du Christ). Souvent, aux côtés des deux larrons, un petit ange pour le Bon Larron et un petit diable pour le Mauvais Larron sont représentés, signifiant leurs âmes. Durant la Crucifixion, il peut s'agir du moment où le Christ demande à boire et que Stéphanon lui tend une éponge imbibée de vinaigre, ajouté à Longin qui lui perce le flanc. Sinon, les artistes peuvent choisir de représenter le dernier souffle du Christ. |               |
| La Descente de croix                       | Matthieu 27, 57-61 ; Marc 15, 42-47 ; Luc 23, 50-55 ; Jean 19, 38-42                                         | Cette scène est rarement représentée puisque la plupart des cycles de la Passion se concluent avec la scène précédente. Souvent, la Vierge, saint Jean-Baptiste, Marie-Madeleine et Joseph d'Arimathie accompagnent le corps du Christ. Parfois, nous voyons une échelle puisque c'est par là que Joseph d'Arimathie a descendu le corps du Christ. |               |
| La Déploration sur le corps du Christ mort | Matthieu 27, 57-61 ; Marc 15, 42-47 ; Luc 23, 50-55 ; Jean 19, 38-42                                         | La scène rarement représentée se passe au pied de la croix et le Christ est prêt à être enveloppé dans le linceul apporté par Joseph d'Arimathie et Nicodème. La Vierge qui peut tenir le corps du défunt dans ses bras, saint Jean-Baptiste et souvent Marie-Madeleine accompagnent le corps du Christ. |               |
| La Mise au tombeau                         | Matthieu 27, 57-61 ; Marc 15, 42-47 ; Luc 23, 50-55 ; Jean 19, 38-42                                         | Dans cette scène rarement représentée, nous apercevons au centre le Christ enveloppé dans le linceul apporté par Joseph d'Arimathie et Nicodème, tenu par la Vierge au côté de saint Jean-Baptiste. Ils sont souvent accompagnés de Marie-Madeleine et des saintes femmes. Nous y voyons surtout le tombeau dans lequel le Christ va ou est déjà installé. |               |
| La Résurrection du Christ                  | Matthieu 28, 1-8 ; Marc 16, 1-8 ; Luc 24, 1-10                                                               | Les artistes ont plusieurs manières de représenter la Résurrection du Christ qui tient toujours dans sa main une croix et qui porte une toge : un pied posé sur le rebord du sarcophage, il a un pied dedans et un pied à l'extérieur, il est complètement sorti du sarcophage ou il est debout sur le couvercle. Souvent, des gardes sont présentés au pied du tombeau qu'ils devaient surveiller. |               |
| La Descente aux Limbes                     | Matthieu 22, 40 ; Nicodème 2, 31 ; Epître aux Romains 10, 7                                                  | Accompagné du Bon Larron, le Christ descend aux Limbes pour récupérer les âmes des patriarches et/ou des enfants qui ne devaient pas aller en Enfer. Les Limbes peuvent être représentés grâce à une simple grotte, d'une porte d'une architecture qui s'ouvre, ou prendre la forme d'une bête monstrueuse ouvrant la gueule. |               |
| Les Apparitions du Christ                  | Matthieu 28, 9-10 ; Marc 16, 9-12 ; Luc 24, 13-35 ; Jean 20, 15-29                                           | Dans les textes, nous apprenons que le Christ apparaît plusieurs fois avant l'Ascension : à Marie-Madeleine, aux Pèlerins d'Emmaüs et à saint Thomas. |               |
| L'Ascension                                | Matthieu 28, 16-20 ; Marc 16, 19 ; Luc 24, 51 ; Les Actes des Apôtres 1, 9-12                                | Scène peu représentée mais le plus souvent, le Christ s'élève vers le ciel entouré des apôtres. Il peut aussi y avoir la présence d'anges. Dans d'autres représentations, le Christ peut être assis sur une sorte de mandorle et entouré d'une chorale d'anges. |               |
| La Pentecôte                               | Actes des Apôtres 2, 1-41                                                                                    | Scène peu représentée. Le Christ est parfois représenté dans la partie supérieure, au-dessus de l'architecture, mais le plus souvent, il est induit par la colombe du Saint-Esprit. |               |

## Représentations du thème

### En peinture

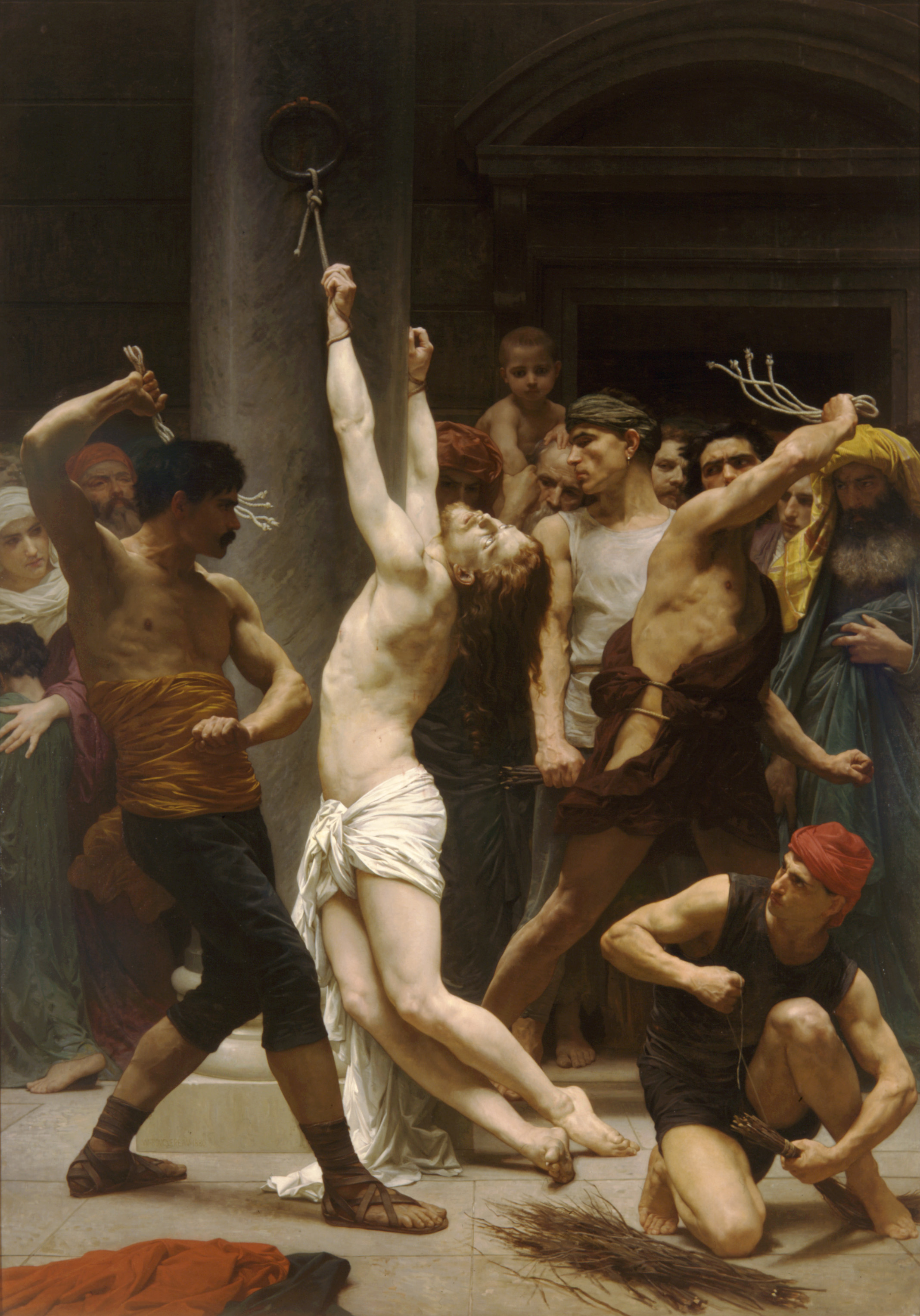
La Flagellation de Notre Seigneur Jésus-Christ, peinture de William Bouguereau de 1880.
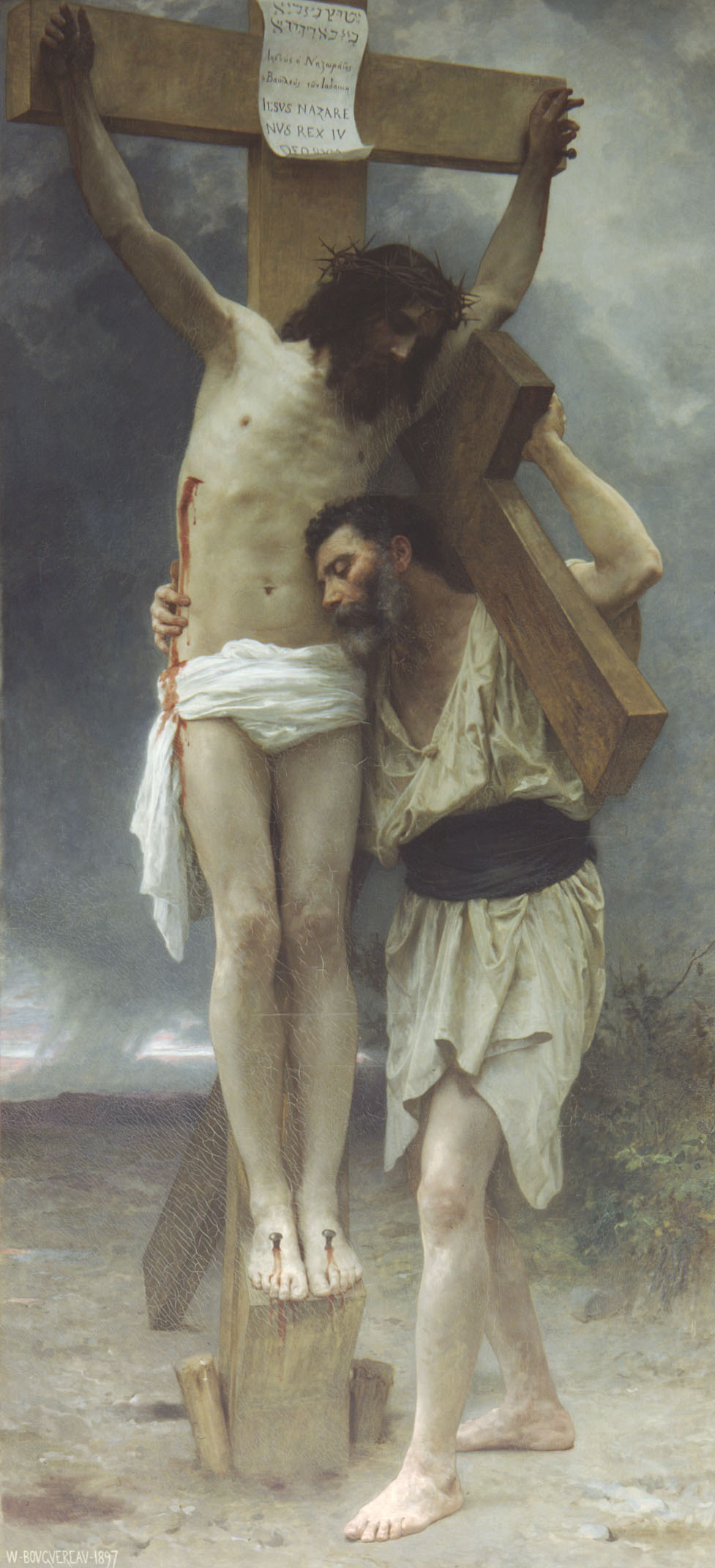
CompassionPeinture de William Bouguereau de 1897.

Les chemins de croix, lorsqu'ils  sont peints, comportent les 14 étapes définies depuis le XVIe siècle (voir chemin de croix).
Les peintures exécutées sur commande hors chemins de croix représentent généralement les scènes suivantes :

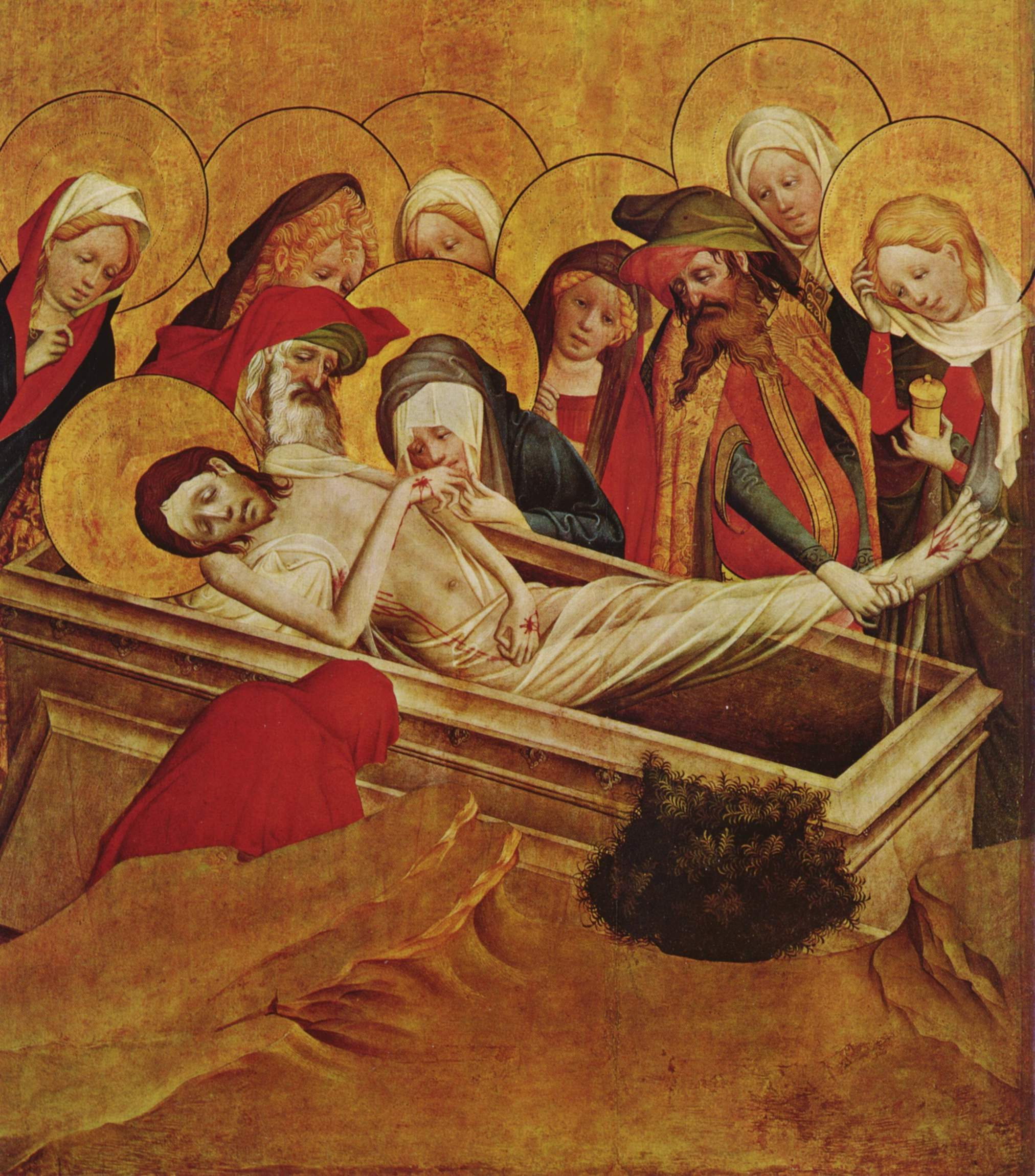
Maître Francke, Mise au tombeau

- le jugement, le moment où Pilate montre Jésus à la foule : Ecce Homo
- la  flagellation : le tableau de Piero della Francesca :  la Flagellation du Christ,
- la Crucifixion, scène le plus souvent représentée en peinture,
- le moment où la Vierge Marie éplorée recueille le corps de Jésus mort descendu de la Croix : la Pietà,
- la mise au tombeau.

### En fresques

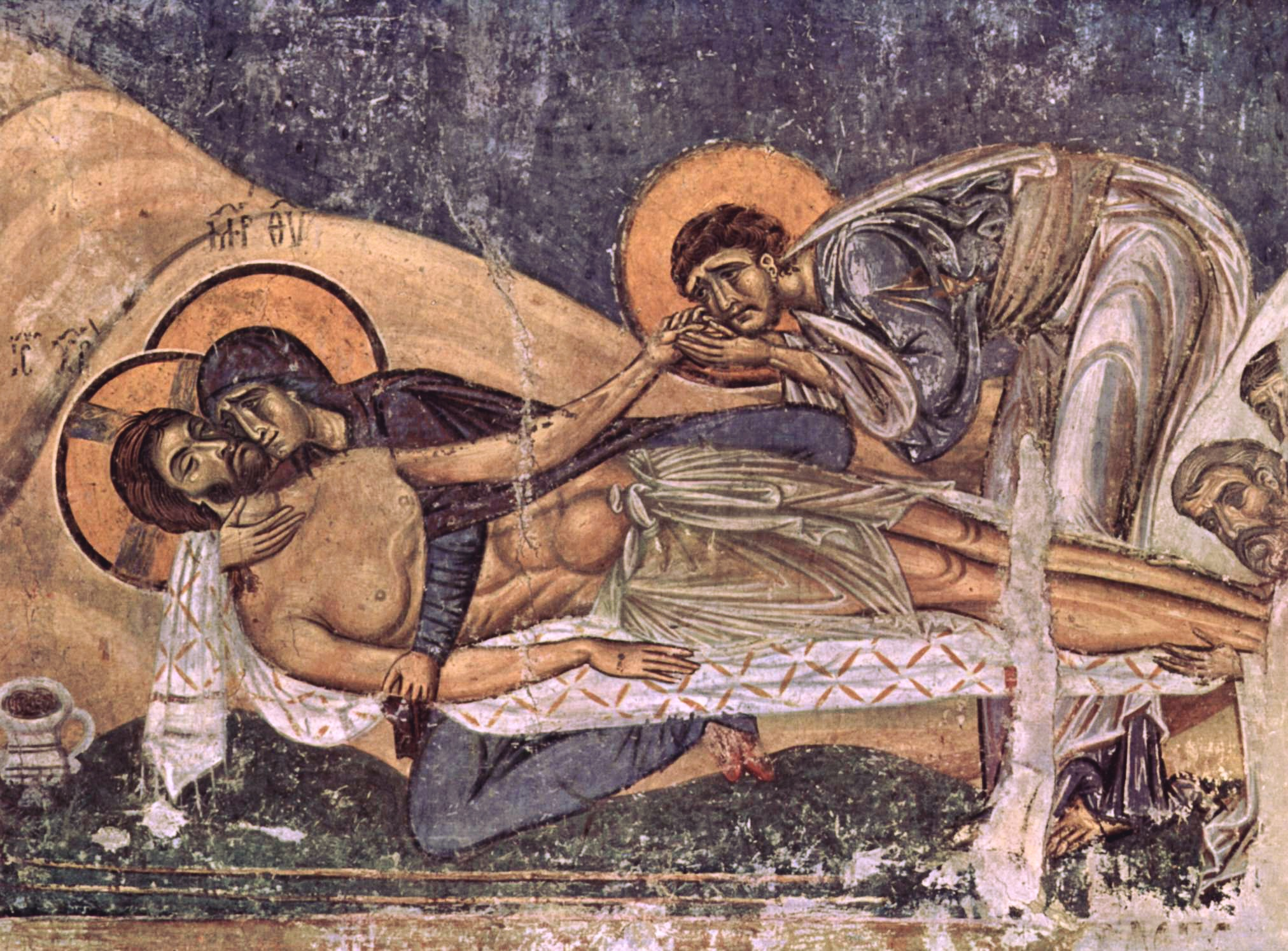
Lamentation du Christ, fresque de l’église de Nerezi, Macédoine.